# 维隆 (约讷省)
维隆（法語：Villon）是法国勃艮第大区约讷省的一个市镇，属于阿瓦隆区克吕齐勒沙特县。该市镇2009年时的人口为110人。

## 人口
维隆人口变化图示
| 数据来源：INSEE |